# Gobernación de Kaluga
La gobernación de Kaluga (en ruso: Калужская губерния) era una división administrativa del Imperio ruso, después de la RSFS de Rusia, ubicada en Rusia central con capital en la ciudad de Kaluga. Creada en 1796, existió hasta 1929.

## Geografía
La gobernación de Kaluga limitaba con las de Moscú, Tula, Oriol y Smolensk.
El territorio de la gobernación de Kaluga está repartido entre las actuales óblasts de Kaluga y Tula.

## Historia
La gobernación fue creada en 1796 a partir del virreinato (naméstnitchestvo) de Kaluga. En 1812, fue el teatro de combates entre el Gran Ejército y el Ejército Imperial Ruso durante la batalla de Maloyaroslávets. En enero de 1929 la gobernación fue suprimida y su territorio formó parte del óblast industrial del centro.

## Subdivisiones administrativas
Al principio del siglo XX la gobernación de Kaluga estaba dividida en once uyezds: Bórovsk, Zhizdra, Kaluga, Kozelsk, Lijvin, Maloyaroslavets, Medýn, Meschovsk, Mossalsk, Peremyshl y Tarusa.

## Población
En 1897 la población de la gobernación era de 1 132 843 habitantes, de los cuales 99,4 % eran rusos.